# Gutzon Borglum
Gutzon Borglum, noto anche come John Gutzon de la Mothe Borglum (St. Charles, 25 marzo 1867 – Chicago, 6 marzo 1941), è stato uno scultore statunitense. È noto per aver scolpito il Monte Rushmore e la Stone Mountain.

## Biografia

### Carriera artistica
Nato da genitori danesi immigrati in Nebraska, dal 1890 al 1893 studiò arte a Parigi presso la Académie Julian e presso l'École nationale supérieure des beaux-arts. Nel 1901 aprì uno studio a New York. Le sue Cavalle di Diomede (The Mares of Diomedes) furono le prime sculture di un artista ancora in vita ad essere acquistate dal Metropolitan Museum of Art. Realizzò la scultura della testa di Abraham Lincoln, situata nella rotonda del Campidoglio (Washington).
Nel 1916 gli fu commissionato un monumento alla Confederazione sulla Stone Mountain, in Georgia, ma le controversie con i suoi protettori gli fecero abbandonare il progetto nel 1924, che fu completato da altri. Il suo progetto più significativo fu il Mount Rushmore National Memorial, commissionato nel 1927 e completato nel 1941.

### Posizioni politiche e ideologiche
Borglum era conosciuto in pubblico come uomo egocentrico e determinato, ma in privato era una persona dagli ideali antisemiti e xenofobi. Si schierò e collaborò con l'organizzazione razzista del Ku Klux Klan, anche se non è certo che vi abbia aderito ufficialmente. Alcuni studiosi hanno ipotizzato che il monumento di Stone Mountain e quello del Monte Rushmore rispecchino questi suoi ideali.

## Galleria d'immagini

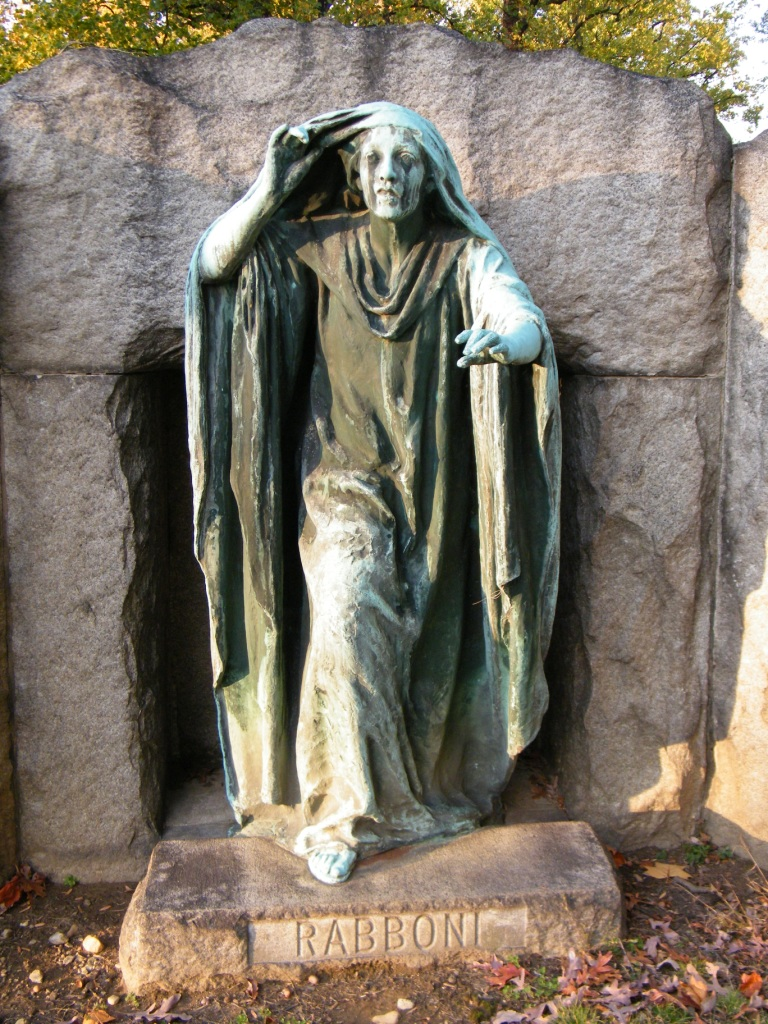
Rabboni - Ffoulke Memorial, 1909 - Cimitero di Rock Creek.
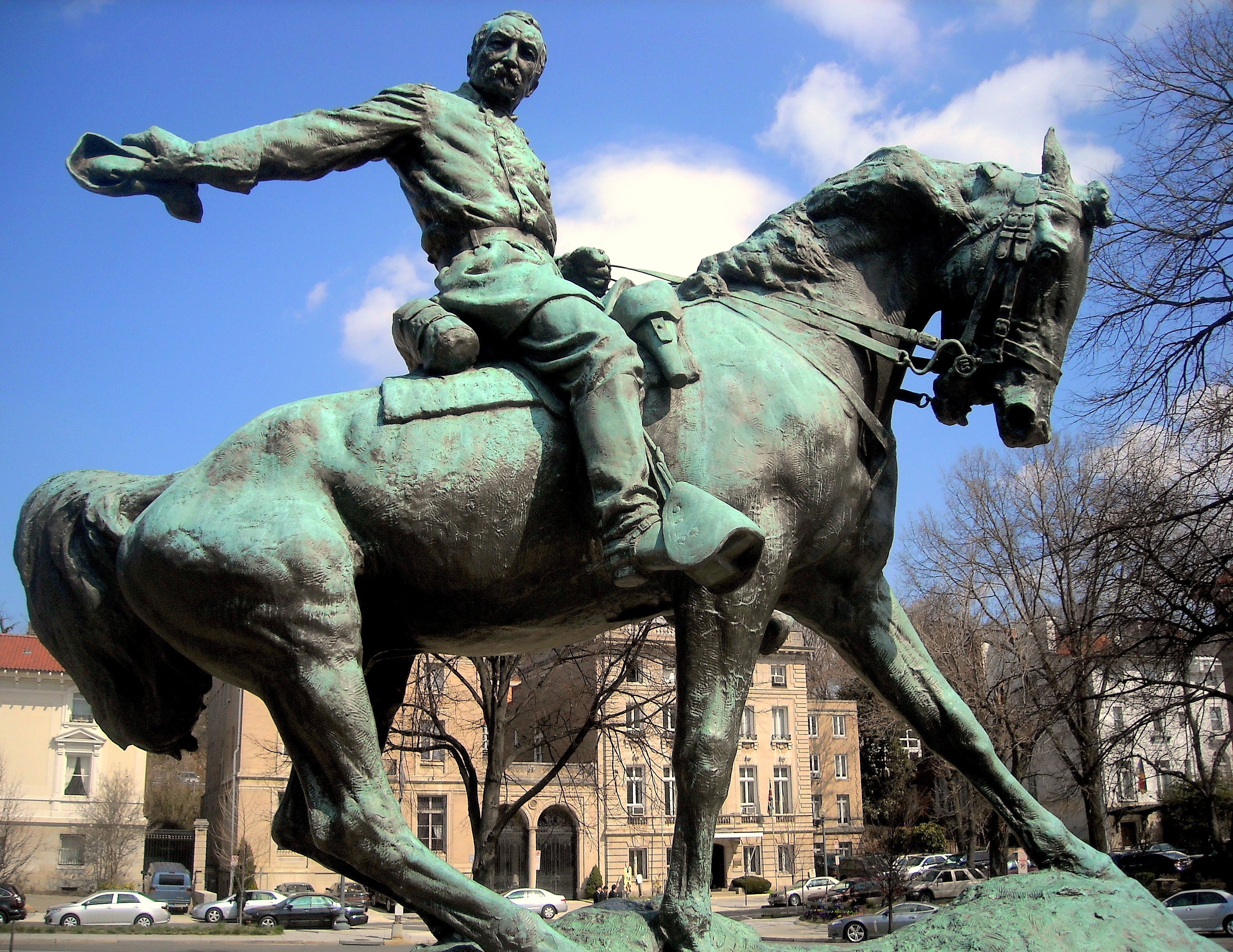
Monumento al generale Philip Sheridan a Washington (1908)
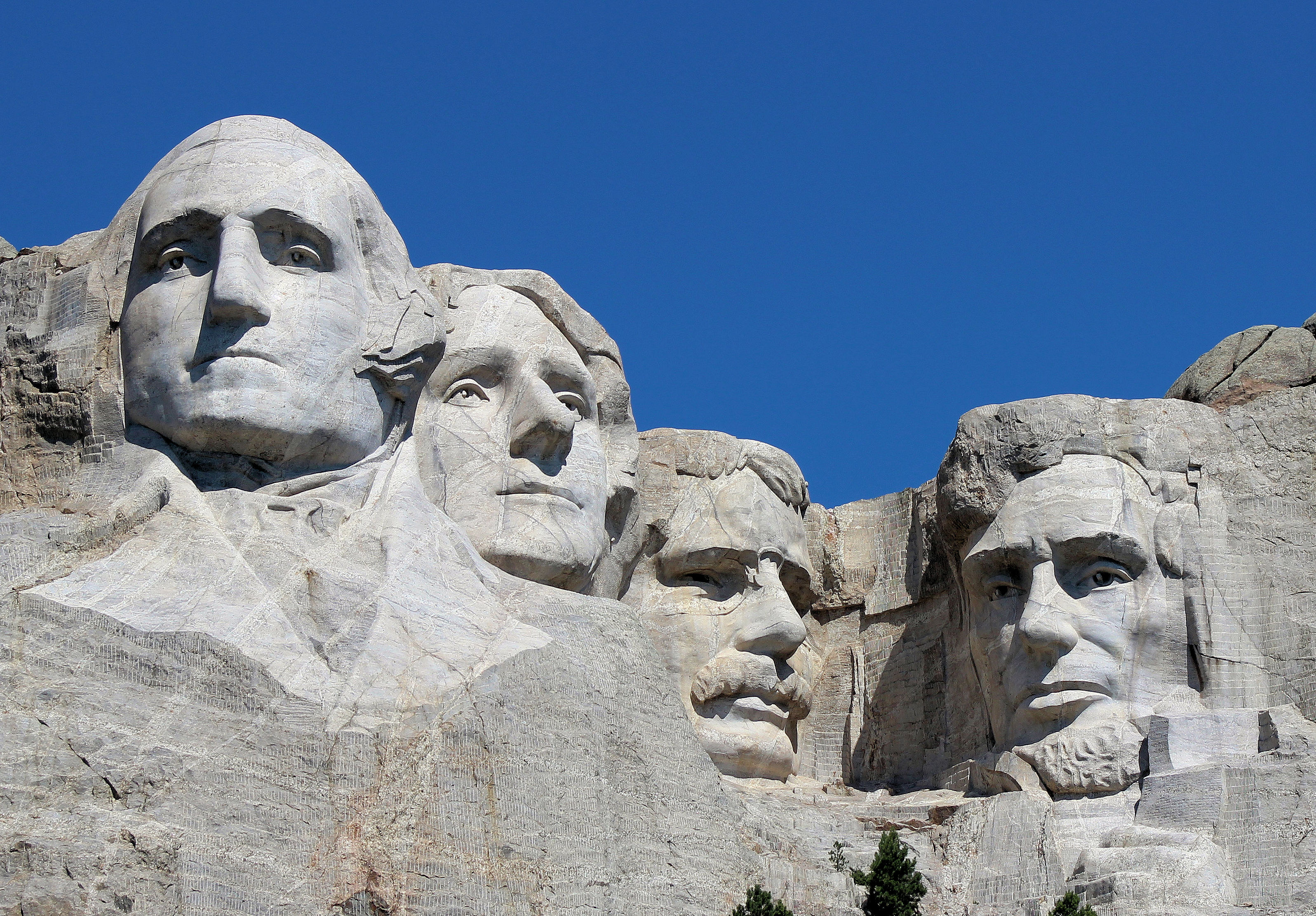
Monte Rushmore
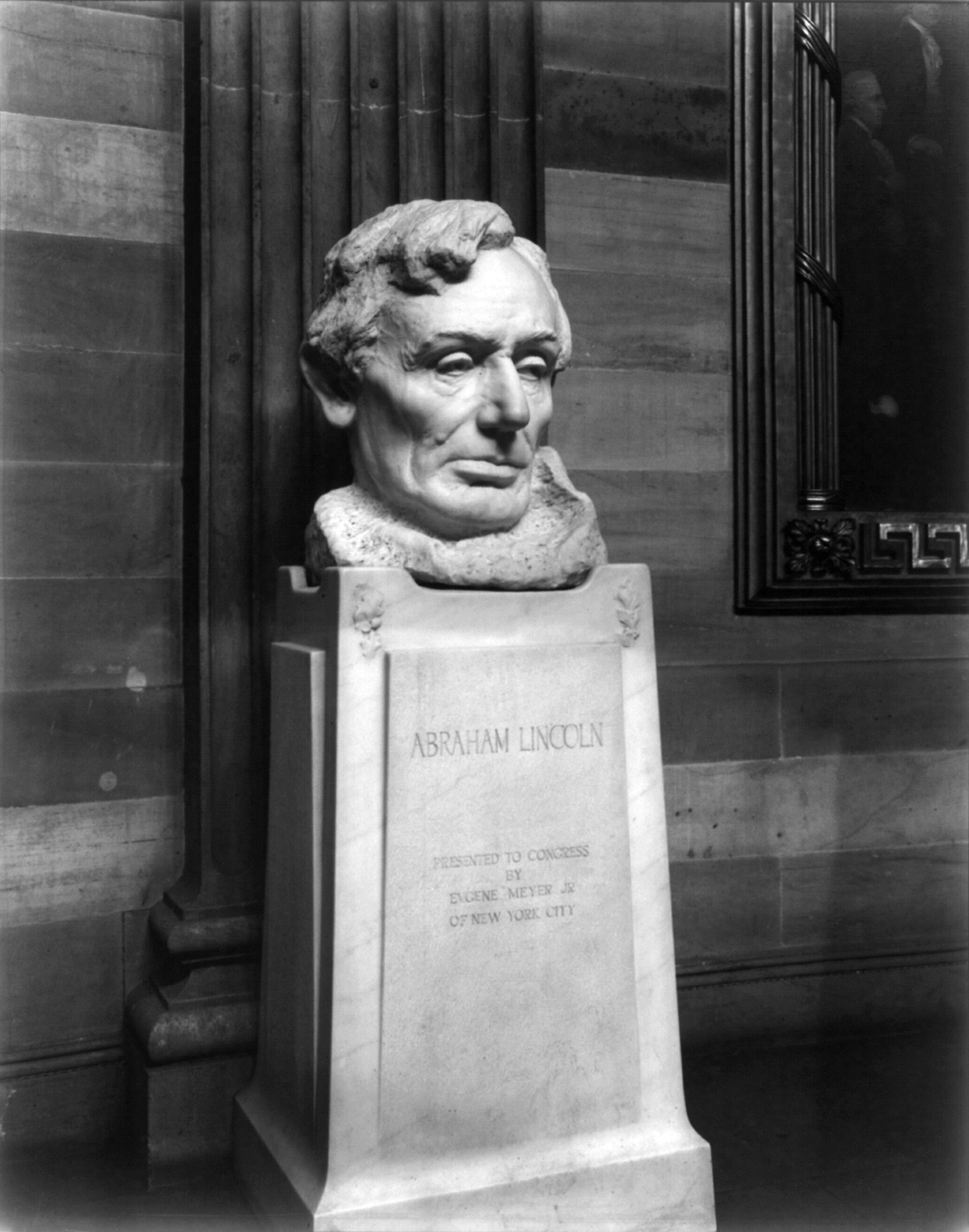
Busto di Abraham Lincoln
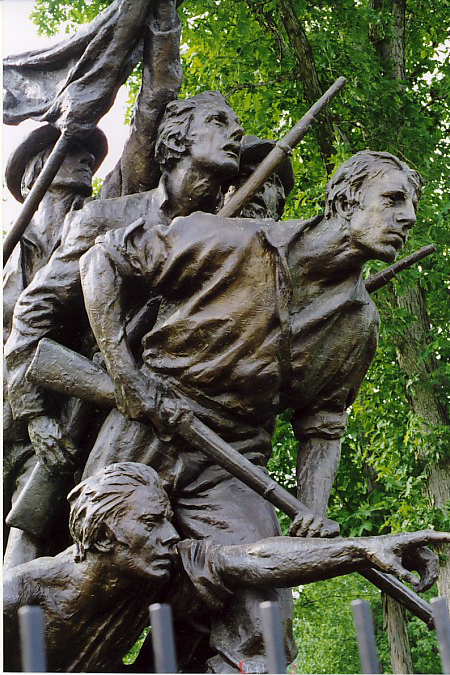
Soldati della Carolina del Nord durante la battaglia di Gettysburg
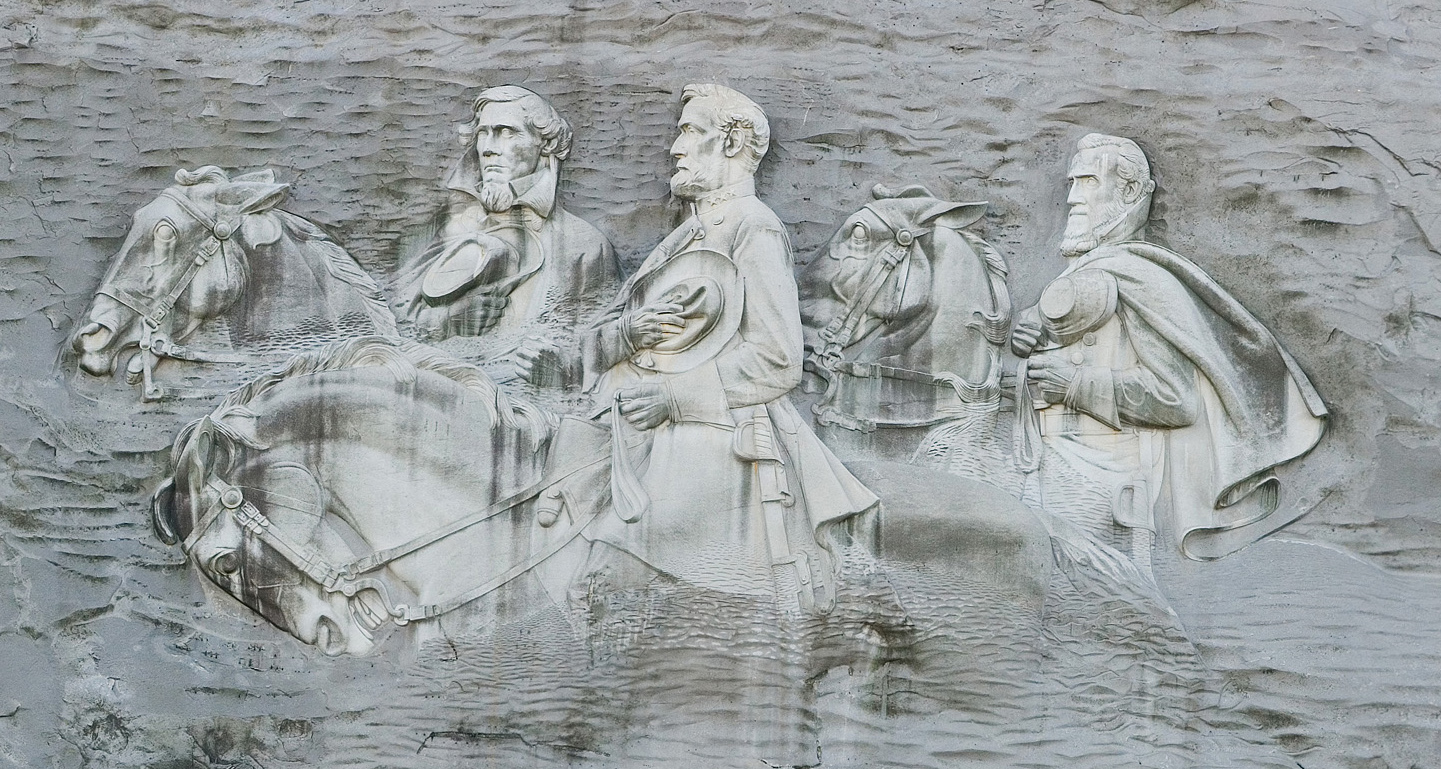
La Stone Mountain